# Not Gon' Cry
"Not Gon' Cry" é um single de 1996 da cantora de R&B americana Mary J. Blige, da trilha sonora do filme Waiting to Exhale; a canção também foi apresentada no álbum de 1997 de Blige, Share My World. A canção foi composta e produzida por Babyface e se tornou um grande hit para Blige nos EUA, onde atingiu os número um e dois nas paradas da Billboard R&B Singles e Hot 100, respectivamente. O single foi certificado como platina pela RIAA e vendeu 1.5 milhão de cópias nos Estados Unidos.

## Performance nas paradas musicais

### Melhores posições
| Parada musical (1996)                       | Melhor posição |
| ------------------------------------------- | -------------- |
| New Zealand RIANZ Singles Chart             | 12             |
| U.S. Billboard Hot 100                      | 2              |
| U.S. Billboard R&B/Hip-Hop Singles & Tracks | 1              |
| UK Singles Chart                            | 39             |

### Paradas musicais de fim de ano
| Parada musical de fim de ano (1996) | Posição |
| ----------------------------------- | ------- |
| U.S. Billboard Hot 100              | 32      |